# Ледовый дворец Пионир
Ледовый дворец «Пионир» (серб. Ледена дворана Пионир), ледовая арена Белграда, часть Пионир Холла, который расположен в спортивно-рекреационном комплексе «Ташмайдан».
Ледовая арена была построена в 1978 году и частично отремонтирована в 2001 году.
Арена является домашним стадионом белградских команд, играющих в сербской хоккейной лиге: ХК Партизан, ХК Црвена Звезда и молодёжной команды ХК Таш.
Стадион вмещает 2000 человек.

## Крупнейшие спортивные соревнования

### Хоккей с шайбой
- Кубок Европы по хоккею с шайбой 1996/1997 Группа А
- Континентальный кубок по хоккею с шайбой 1998 Группа C
- Континентальный кубок по хоккею с шайбой 2001 Группа B
- Третий дивизион чемпионата мира по хоккею с шайбой среди молодёжных команд 2001
- Третий дивизион чемпионата мира по хоккею с шайбой среди молодёжных команд 2002
- Континентальный кубок по хоккею с шайбой 2003 Группа D
- Второй дивизион юниорского чемпионата мира по хоккею с шайбой 2003. Группа B.
- Группа B второго дивизиона чемпионата мира по хоккею с шайбой 2005
- Второй дивизион чемпионата мира по хоккею с шайбой среди молодёжных команд 2006. Группа В.
- Континентальный кубок по хоккею с шайбой 2007 Группа B
- Третий дивизион чемпионата мира по хоккею с шайбой среди молодёжных команд 2008
- Второй дивизион чемпионата мира по хоккею с шайбой среди молодёжных команд 2013. Группа В.
- Второй дивизион юниорского чемпионата мира по хоккею с шайбой 2013. Группа B.
- Континентальный кубок по хоккею с шайбой 2014. Группа А.
- Второй дивизион чемпионата мира по хоккею с шайбой 2014. Группа А.
- Континентальный кубок по хоккею с шайбой 2016. Группа А.
- Второй дивизион чемпионата мира по хоккею с шайбой среди юниорских команд 2017. Группа B.
- Континентальный кубок по хоккею с шайбой 2018. Группа А.
- Второй дивизион чемпионата мира по хоккею с шайбой среди молодёжных команд 2018. Группа B.
- Второй дивизион чемпионата мира по хоккею с шайбой среди юниорских команд 2019. Группа B.
- Второй дивизион чемпионата мира по хоккею с шайбой 2019
- Группа B второго дивизиона чемпионата мира по хоккею с шайбой среди молодёжных команд 2022
- Группа B третьего дивизиона чемпионата мира по хоккею с шайбой 2022 (женщины)
- Группа B второго дивизиона чемпионата мира по хоккею с шайбой среди молодёжных команд 2025
- Группа А третьего дивизиона чемпионата мира по хоккею с шайбой 2022 (женщины)
- Группа А второго дивизиона чемпионата мира по хоккею с шайбой 2025

### Фигурное катание
- 12 сентября — 15 сентября 2002 года — ISU Junior Grand Prix of Figure Skating-Belgrade Sparrow
- 22 сентября — 25 сентября 2004 года — ISU Junior Grand Prix of Figure Skating-Belgrade Sparrow
- 9 января — 12 января 2008 года — 1-й Кубок Европы им. Хелены Поёвич
- 11 февраля — 15 февраля 2009 года — 2-й Кубок Европы им. Хелены Поёвич
- 13 января — 17 января 2010 года — 3-й Кубок Европы им. Хелены Поёвич
- 12 января — 16 января 2011 года — 4-й Кубок Европы им. Хелены Поёвич
- 10 января — 14 января 2012 года — 5-й Кубок Европы им. Хелены Поёвич
- 22 января — 26 января 2013 года — 6-й Кубок Европы им. Хелены Поёвич
- 21 января — 25 января 2014 года — 7-й Кубок Европы им. Хелены Поёвич